# Unterseeboot type UB I
Le Unterseeboot type UB I était une classe de petits sous-marins côtiers (Unterseeboot) construite en Allemagne au début de la Première Guerre mondiale.

## Liste des sous-marins type UB I
Vingt sous-marins type UB I ont été construits, dix-sept pour la marine impériale allemande, et trois pour la marine austro-hongroise.
Deux des sous-marins allemands, les UB-1 et UB-15; ont été vendus à l'Autriche-Hongrie et ont servi dans la Marine austro-hongroise sous le nom de U-10 et U-11 respectivement. Ces deux U-Boote, et plus tard, trois autres, ont été construits par AG Weser pratiquement identiques au type U-10 de la marine austro-hongroise.
Un autre sous-marin allemand, l'UB-8, a été vendu à la Bulgarie en mai 1916 pour devenir le Podvodnik no 18.

### Kaiserliche Marine(marine impériale allemande)
- Unterseeboot UB-1 (devient le U-10 de la marine austro-hongroise en juillet 1915)
- Unterseeboot UB-2
- Unterseeboot UB-3
- Unterseeboot UB-4
- Unterseeboot UB-5
- Unterseeboot UB-6
- Unterseeboot UB-7
- Unterseeboot UB-8 (devient le Podvodnik No. 18 de la marine bulgare en mai 1916)
- Unterseeboot UB-9
- Unterseeboot UB-10
- Unterseeboot UB-11
- Unterseeboot UB-12
- Unterseeboot UB-13
- Unterseeboot UB-14
- Unterseeboot UB-15 (devient le U-11 de la marine austro-hongroise en juin 1915)
- Unterseeboot UB-16
- Unterseeboot UB-17

| Bateaux      | Nbr | Chantier naval      | N° fabrique | Construction |
| ------------ | --- | ------------------- | ----------- | ------------ |
| UB-1 à UB-8  | 8   | Germaniawerft, Kiel | 239 à 246   | 1914 - 1915  |
| UB-9 à UB-17 | 9   | AG Weser, Brême     | 218 à 226   | 1914 - 1915  |

### k.u.k. Kriegsmarine(Marine austro-hongroise)
Dans la Marine austro-hongroise, les sous-marins de type UB I étaient connus comme la classe U 10, qui était composée de deux anciens U-boote allemands type UB I et trois autres construits spécialement pour l'Autriche-Hongrie.
- U-10 (anciennement UB-1 de la Kaiserliche Marine)
- U-11 (anciennement UB-15 de la Kaiserliche Marine)
- U-15
- U-16 (Autriche-Hongrie)
- U-17 (Autriche-Hongrie)

En supplément, quatre U-Boote allemands de type UB I ont été affectés sous des désignations austro-hongroises à la flottille basée dans la principale base navale de la marine austro-hongroise à Pola .
- Unterseeboot UB-3 (comme U-9)
- Unterseeboot UB-7 (comme U-7)
- Unterseeboot UB-8 (comme U-8)
- Unterseeboot UB-14 (comme U-26)

Ces quatre U-Boote sont restés sous commission de la marine impériale allemande, l'Allemagne a conservé les équipages et les commandants, et ils recevaient les ordres du commandant de la flottille allemande à Pola.

### Voennomorski sili na Balgariya(Marine bulgare)
Les gouvernements de l'Allemagne et la Bulgarie ont négocié l'achat de deux U-Boote type UB I pour la Marine bulgare, les UB-7 et UB-8 en 1916. Deux équipages de marins bulgares ont été envoyés à Kiel pour leur formation. Avant que l'achat ne soit complètement réalisé, l'UB-7 a été coulé, laissant seulement un U-Boot pour la Bulgarie. Le 25 mai 1916, l'UB-8 a été officiellement transféré à la Bulgarie pour le reste de la guerre. 
- Podvodnik No. 18 (anciennement UB-8 de la Kaiserliche Marine)